# Triângulo ferroviário

Triângulos com uma ou duas linhas curtas sem saída podem ser usadas para inverter a marcha de locomotivas ou bondes, em alternativa a “raquetes”.

Esquema de um triângulo ferroviário de via única com dois ângulos rectos

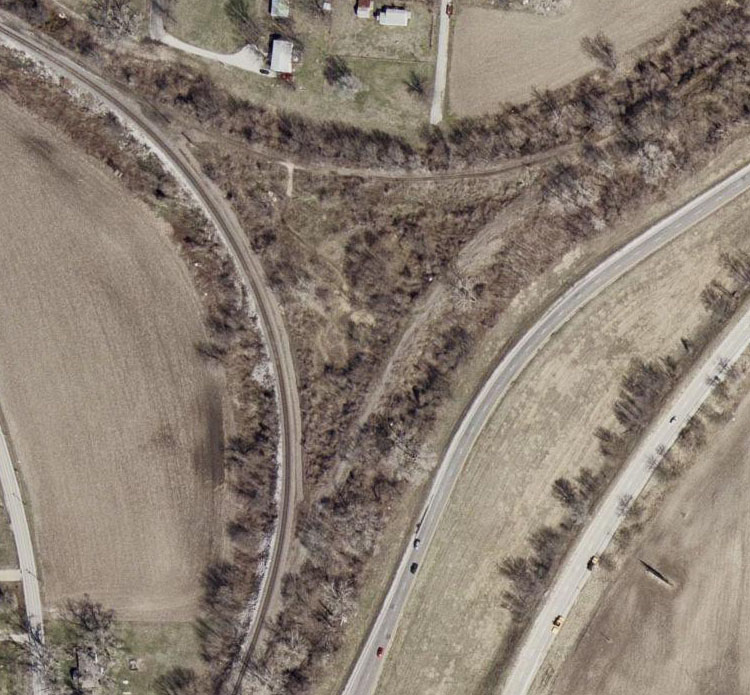
Antiga bifurcação ferroviária, com apenas uma linha a uso, estando abandonadas a segunda linha e a concordância (Estados Unidos)

Numa ferrovia, um triângulo é uma bifurcação onde se encontram duas linhas com possibilidade de passagem em qualquer dos seis sentidos possíveis. Topologicamente é composta de três aparelhos de mudança de via ligando as duas linhas e uma concordância entre estas.
Nalguns sistemas ferroviários (no da Refer, p. ex.) algumas concordâncias de um triângulo são classificadas (e nomeadas) à parte das linhas que ligam.

## Concordâncias da rede ferroviária de Portugal
Na rede da Infraestruturas de Portugal (anteriormente, Refer, anteriormente, C.P.), algumas concordâncias são classificadas (e nomeadas) à parte das linhas que ligam:

### Concordância das Beiras
Fecha o triângulo da bifurcação na Estação da Guarda, onde termina a Linha da Beira Baixa (PK 211+3) com a Linha da Beira Alta, ligando esta com aquela (junto ao Apeadeiro de Gata) numa extensão de menos de 1 km. (Ver mapa.)

### Concordância de Bombel

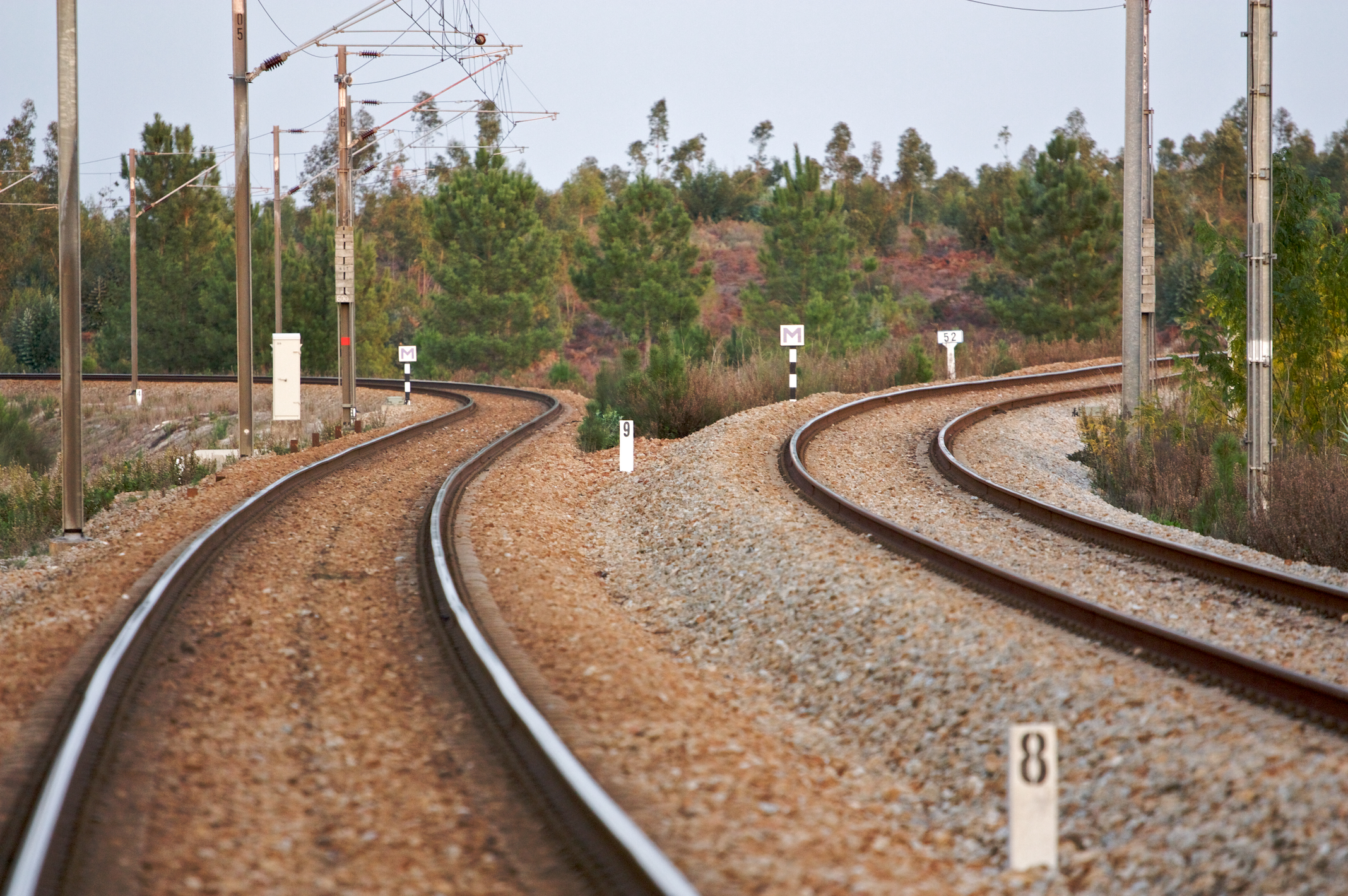
À esquerda, Concordância de Bombel, à direita, a Linha do Alentejo.

Fecha o triângulo da bifurcação de onde termina a Linha de Vendas Novas com a Linha do Alentejo, ligando esta (junto à estação de Vendas Novas) com aquela numa extensão de 3,1 km. (Ver mapa.)

### Concordância de Ermidas
Fecha o triângulo da bifurcação de onde se inicia a Linha de Sines com a Linha do Sul, ligando esta com aquela (junto à estação de Ermidas-Sado) numa extensão de 945 m. (Ver mapa.)

### Concordância da Funcheira
Fecha o triângulo da bifurcação de onde termina a Linha do Alentejo com a Linha do Sul, ligando esta com aquela (junto à estação da Funcheira) numa extensão de 4 km. (Ver mapa.)

### Concordância de Nine
Nine: Linha do Minho × Ramal de Braga; após as obras de eletrificação em 2002-2004, carris retirados, leito demolido, e canal alienado. (Ver mapa.)

### Concordância da Pampilhosa
Fecha o triângulo da bifurcação opsta à na Estação de Pampilhosa, de onde se inicia a Linha da Beira Alta com a Linha do Norte, ligando esta com aquela numa extensão de menos de 1 km. (Ver mapa.)

### Concordância de Poceirão

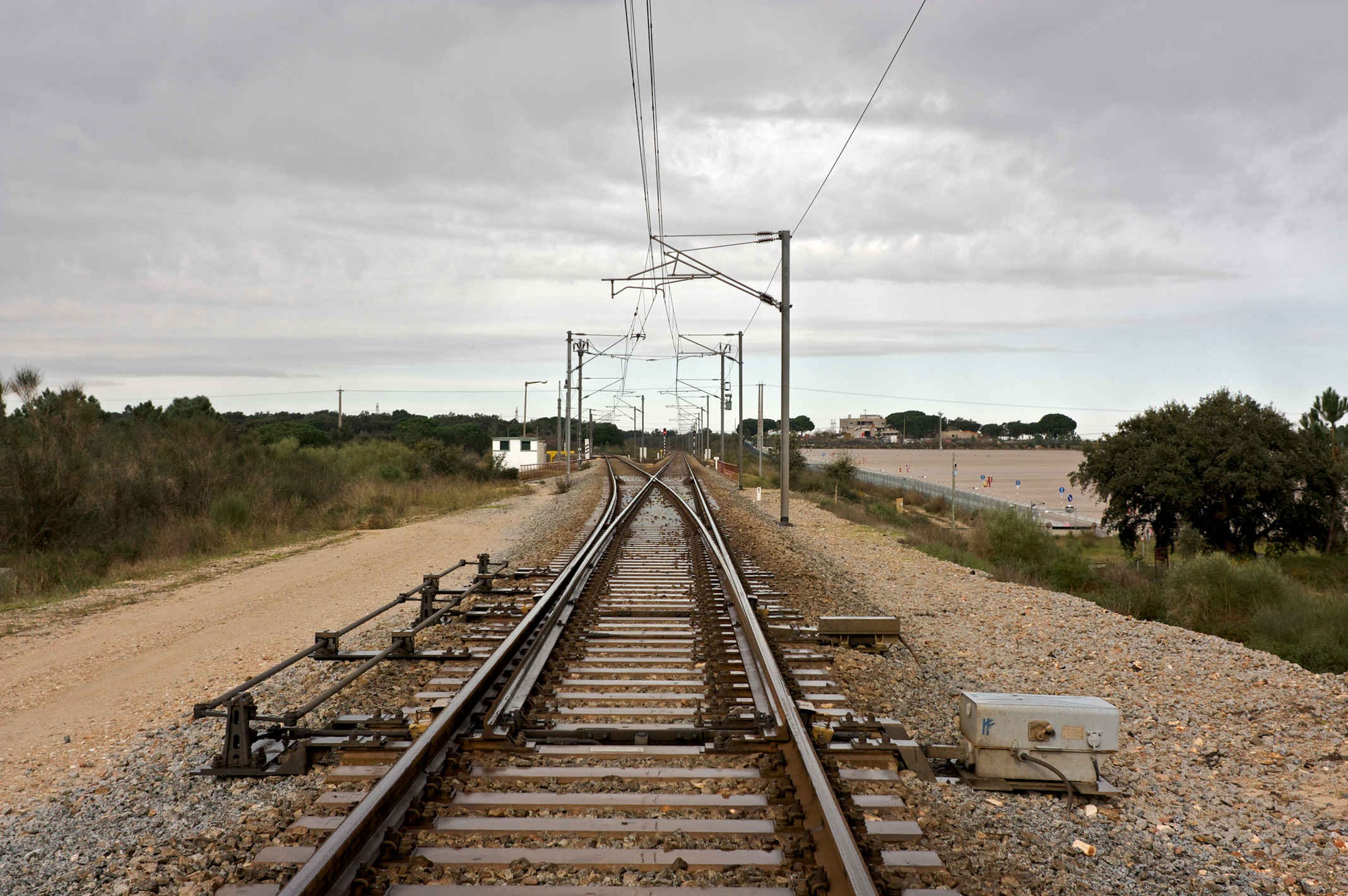
Início da Concordância de Poceirão, em frente; a Linha do Sul continua pela esquerda

Fecha o triângulo da bifurcação de onde se cruza a Linha do Alentejo com a Linha do Sul, ligando esta com aquela numa extensão de 8,2 km. Trata-se de uma concordância tão longa e fechando um triângulo tão vasto que os seus términos são eles próprios triângulos equipados com concordâncias (Agualva e Águas de Moura). (Ver mapas: concordância e triângulo.)

#### Concordância de Agualva
Fecha o triângulo da bifurcação de onde se inicia a Concordância do Poceirão com a Linha do Alentejo, ligando esta com aquela numa extensão de 2 km. (Ver mapa.)

#### Concordância de Águas de Moura
Fecha o triângulo da bifurcação de onde termina a Concordância do Poceirão com a Linha do Sul, ligando esta com aquela numa extensão de 3,8 km. (Ver mapa.)

### Concordância de São Gemil
Fecha o triângulo da bifurcação de onde se inicia a Linha de Leixões, em Contumil, com a Linha do Minho, ligando esta, em São Gemil com aquela, em Ermesinde B, numa extensão de 3812 m. (Ver mapa.)

### Concordância de Sete Rios

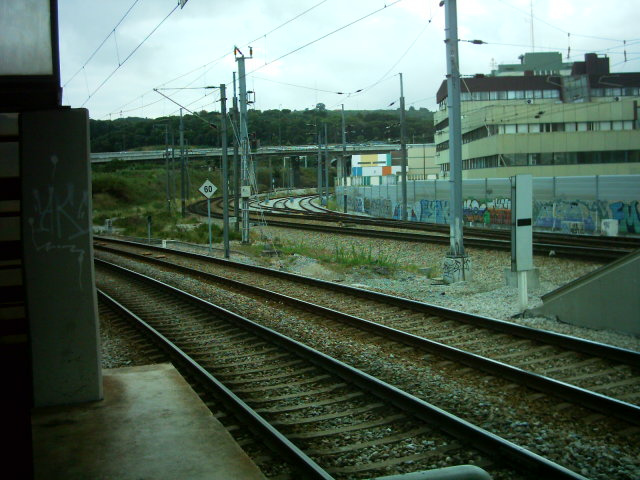
Início da Concordância de Sete Rios, à direita, visto da estação do mesmo nome.

(Também dita de Benfica: D.R., 1977.) Fecha o triângulo da bifurcação de onde se cruza a Linha de Sintra com a Linha de Cintura, ligando o PK 5 desta com aquela (junto à estação de Sete Rios) numa extensão de 3,1 km. (Ver mapa.)

### Concordância Norte do Setil
Fecha o triângulo da bifurcação de onde se inicia a Linha de Vendas Novas com a Linha do Norte, ligando esta (junto à estação de Setil) com aquela numa extensão de 987 m. (Ver mapa.)

### Concordância de Tunes
Tunes: Linha do Sul × Linha do Algarve; carris retirados, leito demolido, e canal alienado. (Ver mapa.)

### Concordância de Verride
Fecha o triângulo da Bifurcação de Lares de onde se inicia o Ramal de Alfarelos com a Linha do Oeste, ligando esta (junto à estação de Amieira) com aquele numa extensão de 2,8 km. (Ver mapa.)

### Concordância de Xabregas
Fecha o triângulo da bifurcação de onde termina a Linha de Cintura (PK 11,5), ao PK 4 da Linha do Norte, ligando o PK 2 desta com o PK 6,7 daquela (junto à estação de Chelas) numa extensão de 2,5 km. (Ver mapa.)